# Ken Caryl (Colorado)
Ken Caryl es un lugar designado por el censo ubicado en el condado de Jefferson en el estado estadounidense de Colorado. En el Censo de 2010 tenía una población de 32438 habitantes y una densidad poblacional de 1.283,76 personas por km².

## Geografía
Ken Caryl se encuentra ubicado en las coordenadas 39°34′36″N 105°6′49″O / 39.57667, -105.11361. Según la Oficina del Censo de los Estados Unidos, Ken Caryl tiene una superficie total de 25.27 km², de la cual 25.19 km² corresponden a tierra firme y (0.32%) 0.08 km² es agua.

## Demografía
Según el censo de 2010, había 32438 personas residiendo en Ken Caryl. La densidad de población era de 1.283,76 hab./km². De los 32438 habitantes, Ken Caryl estaba compuesto por el 91.78% blancos, el 0.8% eran afroamericanos, el 0.48% eran amerindios, el 2.15% eran asiáticos, el 0.05% eran isleños del Pacífico, el 2.13% eran de otras razas y el 2.6% pertenecían a dos o más razas. Del total de la población el 9.55% eran hispanos o latinos de cualquier raza.